# Lista de episódios de Teenage Mutant Ninja Turtles (2012)
As Tartarugas Ninja é uma série americana baseada na  franquia de mesmo nome, transmitida pelo canal Nickelodeon desde 2012.
A 5.ª temporada foi a  última da série com 20 episódios. A série toda possui 124 episódios se encerrando nos Estados Unidos no dia 12 de Novembro de 2017. A série era lançada em DVD no Brasil pela Paramount Pictures, no entanto, desde fevereiro de 2017 não foram lançados novos DVD's. Todas as temporadas se encontram disponíveis na GloboPlay.

## Temporadas
| Temporada | Temporada | Episódios | Exibição original      | Exibição original       |
| Temporada | Temporada | Episódios | Estreia                | Final                   |
| --------- | --------- | --------- | ---------------------- | ----------------------- |
|           | 1         | 26        | 29 de setembro de 2012 | 8 de agosto de 2013     |
|           | 2         | 26        | 12 de outubro de 2013  | 26 de setembro de 2014  |
|           | 3         | 26        | 3 de outubro de 2014   | 27 de setembro de 2015  |
|           | 4         | 26        | 25 de outubro de 2015  | 26 de fevereiro de 2017 |
|           | 5         | 20        | 19 de março de 2017    | 12 de Novembro de 2017  |

## Lista

### 1ª Temporada (2012–13)
| # | #  | Título                                                                            | Dirigido por                           | Escrito por                      | Exibição original                             | Codigo de produção | Audiência (em milhões) |
| --- | -- | --------------------------------------------------------------------------------- | -------------------------------------- | -------------------------------- | --------------------------------------------- | ------------------ | ---------------------- |
| 1 | 1  | "O Surgimento das Tartarugas (Parte 1) / Rise of the Turtles: Part 1"             | Michael Chang                          | Joshua Sternin & J.R. Ventimilia | 29 de setembro de 2012 12 de novembro de 2012 | 101                | 3.9                    |
| No seu aniversário de quinze anos, as Tartarugas ganham permissão de seu mestre, Splinter, para ir à superfície. Nessa primeira viagem em Nova York, testemunham April O'Neil e seu pai, Kirby serem raptados pelos Kraang. |    |                                                                                   |                                        |                                  |                                               |                    |                        |
| 2 | 2  | "O Surgimento das Tartarugas (Parte 2) / Rise of the Turtles: Part 2"             | Alan Wan                               | Joshua Sternin & J.R. Ventimilia | 29 de setembro de 2012 12 de novembro de 2012 | 102                | 3.9                    |
| Donnie convence os outros que é seu dever de resgatar os O'Neils, mesmo que isso signifique lutar contra os Kraang e o gigante Erva Daninha Mutante. |    |                                                                                   |                                        |                                  |                                               |                    |                        |
| 3 | 3  | "Temperamento Ninja / Turtle Temper"                                              | Alan Wan                               | Jeremy Shipp                     | 6 de outubro de 2012 13 de novembro de 2012   | 103                | 3.2                    |
| Em uma luta com os Kraang, Rafael se estressa com o rabugento Vic, que gravou as Tartarugas no seu celular e ameaça expô-las ao mundo. |    |                                                                                   |                                        |                                  |                                               |                    |                        |
| 4 | 4  | "Novo Amigo, Velho Inimigo / New Friend, Old Enemy"                               | Juan Jose Meza-Leon                    | Joshua Hamilton                  | 13 de outubro de 2012 14 de novembro de 2012  | 104                | 2.8                    |
| Para provar que as Tartarugas podem ser amigas dos humanos, Michelangelo se aproxima de um famoso lutador de artes marciais, Chris Bradford. Porém Bradford é secretamente um dos lacaios de Oroku Saki, o Destruidor, que tem uma vingança pessoal contra Hamato Yoshi, o Mestre Splinter. |    |                                                                                   |                                        |                                  |                                               |                    |                        |
| 5 | 5  | "Eu Acho Que o Nome Dele é Baxter Stockman / I Think His Name Is Baxter Stockman" | Michael Chang & Ciro Nieli             | Joshua Sternin & J.R. Ventimilia | 20 de outubro de 2012 15 de novembro de 2012  | 105                | 3.4                    |
| Splinter castiga as Tartarugas após Michelangelo andar de skate no esconderijo. Quando decidem sair escondido, as Tartarugas batalham com o cientista Baxter Stockman, que planeja vingança contra seus antigos empregadores na empresa TCRI. |    |                                                                                   |                                        |                                  |                                               |                    |                        |
| 6 | 6  | "Cabeça de Metal / Metealhead"                                                    | Juan Jose Meza-Leon                    | Tom Alvarado                     | 27 de outubro de 2012 16 de novembro de 2012  | 106                | 3.6                    |
| Cansado de usar seu simples bastão bō contra alienígenas avançados, Donatello cria um robô-tartaruga chamado Cabeça de Metal a partir de tecnologia Kraang. |    |                                                                                   |                                        |                                  |                                               |                    |                        |
| LineColor = 00A318 |    |                                                                                   |                                        |                                  |                                               |                    |                        |
| 7 | 7  | "Cérebro de Macaco / Monkey Brains"                                               | Alan Wan                               | Russ Carney & Ron Corcillo       | 3 de novembro de 2012                         | 107                | 3.7                    |
| Ao investigar o desaparecimento de um cientista chamado Dr. Tyler Rockwell, April e Donatello encontram um macaco mutante telepata. Eventualmente descobrem que o colega de Rockwell, Dr. Victor Falco, sabe mais do que está disposto a informar. |    |                                                                                   |                                        |                                  |                                               |                    |                        |
| 8 | 8  | "Nunca Diga Nunca / Never Say Xever"                                              | Michael Chang                          | Kenny Byerly                     | 10 de novembro de 2012                        | 108                | 2.9                    |
| Após lutar com uma gangue intitulada "Dragões Roxos" em um restaurante de japonês, Leo teme que irá se arrepender de ser misericordioso com o líder do grupo quando eles se unem à Bradford, Xever e o Clã do Pé para sequestrar o dono do restaurante. |    |                                                                                   |                                        |                                  |                                               |                    |                        |
| 9 | 9  | "O Desafio / The Gauntlet"                                                        | Juan Jose Meza-Leon                    | Joshua Sternin & J.R. Ventimilia | 17 de novembro de 2012                        | 109                | 2.8                    |
| April recebe uma mensagem de seu pai sequestrado através de um pombo mutante, informando os planos dos Kraang de detonarem uma bomba de mutagênico. Enquanto o Destruidor, cansado de ver Bradford e Xever fracassarem em derrotar as tartarugas, decide ir atrás delas por conta própria. |    |                                                                                   |                                        |                                  |                                               |                    |                        |
| 10 | 10 | "Pânico no Esgoto / Panic in the Sewers"                                          | Alan Wan                               | Jeremy Shipp                     | 24 de novembro de 2012                        | 110                | 2.9                    |
| Splinter decide aumentar o treino das Tartarugas após um pesadelo envolvendo o Destruidor as matando. Porém logo seus aprendizes terão de defender seu lar nos esgotos quando Dogpound e os Dragões Roxos planejam destruí-lo com ácido clorossulfúrico. |    |                                                                                   |                                        |                                  |                                               |                    |                        |
| 11 | 11 | "Ataque dos Saberos! / Mousers Attack"                                            | Michael Chang                          | Kenny Byerly                     | 8 de dezembro de 2012                         | 111                | 3.4                    |
| Após o grupo se dividir, com Leo e Rafa resolvendo menosprezar Mikey e Donnie como um "time B", eles decidem resgatar o celular de April dos Dragões Roxos. A situação piora quando Leo e Rafa reencontram Baxter Stockman, que construiu um exército de robôs chamados SABEROS, e os outros dois veem os Dragões Roxos se juntarem à Dogpound querendo usar o celular para localizar Splinter. |    |                                                                                   |                                        |                                  |                                               |                    |                        |
| 12 | 12 | "Ele Veio das Profundezas / It Came From the Depths"                              | Juan Jose Meza-Leon                    | Russ Carney & Ron Corcillo       | 15 de dezembro de 2012                        | 112                | 3.5                    |
| As Tartarugas resgatam um jacaré mutante raivoso que estava sendo torturado pelos Kraang, e descobrem que ele possui uma célula de energia Kraang que não deve ser devolvida aos alienígenas. |    |                                                                                   |                                        |                                  |                                               |                    |                        |
| 13 | 13 | "Eu,Monstro / I,Monster"                                                          | Michael Chang                          | Jase Ricci                       | 25 de janeiro de 2013                         | 114                | 2.6                    |
| As Tartarugas precisam salvar a cidade e a mente de Splinter do Dr. Victor Falco, que agora controla ratos sob a alcunha de Rato Rei. |    |                                                                                   |                                        |                                  |                                               |                    |                        |
| 14 | 14 | "Garota Nova Na Cidade / New Girl in Town"                                        | Alan Wan                               | Jeremy Shipp                     | 1 de fevereiro de 2013                        | 113                | 3.0                    |
| A Erva Daninha Mutante volta e começa a sequestrar pessoas. Cansado das críticas de Rafael, Leonardo decide se afastar e deixá-lo como líder. Em seu exílio, Leo conhece uma jovem ninja do Clã do Pé chamada Karai. |    |                                                                                   |                                        |                                  |                                               |                    |                        |
| 15 | 15 | "A Agenda Alien / The Alien Agenda"                                               | Juan Jose Meza-Leon                    | Kenny Byerly                     | 8 de fevereiro de 2013                        | 115                | 3.1                    |
| Enquanto Leo e Raph brigam a respeito de se devem confiar em Karai,as tartarugas descobrem que um projeto da escola de April é na verdade uma fachada para os Kraang. |    |                                                                                   |                                        |                                  |                                               |                    |                        |
| 16 | 16 | "O Pulverizador / The Pulverizer"                                                 | Alan Wan                               | Russ Carney & Ron Corcillo       | 15 de fevereiro de 2013                       | 116                | 2.6                    |
| Enquanto estreiam sua Van das Tartarugas, o grupo conhece seu primeiro fã, um adolescente vestido para lutar contra o crime com a alcunha de " O Pulverizador". |    |                                                                                   |                                        |                                  |                                               |                    |                        |
| 17 | 17 | "TCRI / TCRI"                                                                     | Michael Chang                          | Joshua Sternin & J.R. Ventimilia | 1 de março de 2013                            | 117                | 3.1                    |
| Ao invadir o ambiente hostil da central da TCRI, as Tartarugas descobrem a verdadeira intenção dos Kraang e decidem parar a invasão alienígena de uma vez por todas. |    |                                                                                   |                                        |                                  |                                               |                    |                        |
| 18 | 18 | "Exterminador de Baratas / The Cockroach Terminator"                              | Juan Jose Meza-Leon                    | Jeremy Shipp                     | 15 de março de 2013                           | 118                | 2.5                    |
| Usando uma barata-espiã, as Tartarugas descobrem que os Kraang querem perfurar até o núcleo da Terra. A missão de deter esses planos se complica quando a barata cai no mutagênico e se torna um gigantesco ciborgue mutante perseguindo Rafael (que ironicamente tem medo de baratas). |    |                                                                                   |                                        |                                  |                                               |                    |                        |
| 19 | 19 | "A Estratégia de Baxter / Baxter's Gambit"                                        | Alan Wan                               | Jase Ricci                       | 5 de abril de 2013                            | 119                | 2.3                    |
| Após uma batalha entre as Tartarugas, o Clã do Pé e os Kraang, Baxter Stockman convence o Destruidor a usar seu plano contra elas. Na verdade esse plano envolve vingança contra as Tartarugas (que atrapalharam os planos de Baxter), Dogpound e Fishface (que vinham abusando o cientista), através de um labirinto cheio de armadilhas. Ao mesmo tempo, Splinter começa a treinar April.     |    |                                                                                   |                                        |                                  |                                               |                    |                        |
| 20 | 20 | "Inimigo do meu Inimigo / Enemy Of My Enemy"                                      | Michael Chang                          | Kenny Byerly                     | 12 de abril de 2013                           | 120                | 2.3                    |
| 21 | 21 | "A Vingança de Karai / Karai's Vendetta"                                          | Juan Jose Meza-Leon & Sebastian Montes | Russ Carney & Ron Corcillo       | 27 de abril de 2013                           | 121                | 3.1                    |
| Enquanto as Tartarugas estão se infiltrando em uma base submarina dos Kraang após descobrirem um plano dos alienígenas de alterar a água da Terra, o Clã do Pé tenta capturar April, forçando-a a se defender em um confronto contra Karai. |    |                                                                                   |                                        |                                  |                                               |                    |                        |
| 22 | 22 | "O Retorno do Pulverizador! / Pulverizer Returns!"                                | Alan Wan                               | Jeremy Shipp                     | 11 de maio de 2013                            | 122                | 2.8                    |
| Quando o Destruidor planeja criar um terrível exército de mutantes, as Tartarugas não têm escolha a não ser confiar na ajuda do mais novo recruta do Clã do Pé: The Pulverizer! |    |                                                                                   |                                        |                                  |                                               |                    |                        |
| 23 | 23 | "Parasítica / Parasitica"                                                         | Michael Chang                          | Pete Goldfinger                  | 20 de julho de 2013                           | 123                | 2.2                    |
| Depois de Leonardo, Raphael e Donatello serem picados por uma vespa parasita mutante, Michelangelo deve lutar contra seus irmãos para salvá-los. |    |                                                                                   |                                        |                                  |                                               |                    |                        |
| 24 | 24 | "Operação: Libertação / Operation: Break Out"                                     | Michael Chang                          | Jase Ricci                       | 20 de julho de 2013                           | 124                | 2.1                    |
| Donatello invade uma prisão secreta dos Kraang para resgatar Kirby O'Neil. Mas quando ele descobre que Kirby está protegido por um prisioneiro mutante mortal , Donnie percebe que invadir era a parte mais fácil. |    |                                                                                   |                                        |                                  |                                               |                    |                        |
| 25 | 25 | "O Confronto (Parte 1) / Showdown: Part 1"                                        | Juan Jose Meza-Leon                    | Joshua Sternin & J.R. Ventimilia | 8 de agosto de 2013                           | 125                | 3.1                    |
| À medida que as Tartarugas fazem um ataque desesperado à TCRI para fechar um portal Kraang, elas se encontram na batalha mais difícil até agora. |    |                                                                                   |                                        |                                  |                                               |                    |                        |
| 26 | 26 | "O Confronto (Parte 2) / Showdown: Part 2"                                        | Alan Wan                               | Joshua Sternin & J.R. Ventimilia | 8 de agosto de 2013                           | 126                | 3.1                    |
| Splinter e o Destruidor finalmente se enfrentam, enquanto as Tartarugas tentam impedir o gigantesco Tecnodromo de completar a terraformação planejada pelos Kraang. |    |                                                                                   |                                        |                                  |                                               |                    |                        |

### 2ª Temporada (2013–14)
| # | #     | Título                                                                            | Dirigido por             | Escrito por                     | Exibição original       | Codigo de produção | Audiência (em milhões) |
| --- | ----- | --------------------------------------------------------------------------------- | ------------------------ | ------------------------------- | ----------------------- | ------------------ | ---------------------- |
| 27 | 1     | "A Situação Mutante / The Mutation Situation"                                     | Sebastian Montes         | Brandon Auman                   | 12 de outubro de 2013   | 201                | 2.7                    |
| Ao atacar uma nave Kraang transportando mutagênico para o Destruidor, as Tartarugas acabam levando os frascos com a substância a caírem por toda Nova York, com um frasco transformando Kirby O'Neil, pai de April, em um morcego humanóide mutante. |       |                                                                                   |                          |                                 |                         |                    |                        |
| 28 | 2     | "A Invasão dos Esquilonóides / Invasion of the Squirrelanoids"                    | Michael Chang            | Todd Garfield                   | 19 de outubro de 2013   | 203                | 2.6                    |
| As Tartarugas observam um esquilo invadindo a garganta de um homem. Ao levá-lo para o esgoto, descobrem que a criatura está se reproduzindo no estômago no homem - e após sair de seu corpo, começam a se transformar em mutantes monstruosos. |       |                                                                                   |                          |                                 |                         |                    |                        |
| 29 | 3     | "Sigam o Líder / Follow the Leader"                                               | Alan Wan                 | Eugene Son                      | 2 de novembro de 2013   | 202                | 2.5                    |
| O Destruidor viaja para o Japão, deixando Karai no comando do Clã do Pé. Ela então decide usar os soldados-robôs providenciados pelos Kraang para fazer uma armadilha para as Tartarugas. |       |                                                                                   |                          |                                 |                         |                    |                        |
| 30 | 4     | "Homem Mutagênico à Solta / Mutagen Man Unleashed"                                | Sebastian Montes         | Kevin Burke & Chris "Doc" Wyatt | 9 de novembro de 2013   | 204                | 2.7                    |
| Donatello fica com ciúmes de um colega de April com quem ela começa a estudar, Casey Jones, e expressa seus sentimentos para Timothy (o Pulverizador), atualmente preso a um vasilhame após ser altamente afetado pelo mutagênico. Timothy decide então se alimentar de mutagênico experimental feito por Donnie para criar membros mutantes, que o transforma no "Homem Mutagênico" e decide ir atrás de April. |       |                                                                                   |                          |                                 |                         |                    |                        |
| 31 | 5     | "Mikey Fica com Espinhas / Mikey Gets Shellacne"                                  | Alan Wan                 | Thomas Krajewski                | 16 de novembro de 2013  | 205                | 2.7                    |
| Michelangelo passa um pouco de retro-mutagênico em sua pele e começa a ter uma acne perigosa que começa a sair de controle. Enquanto as Tartarugas procuram por uma centrífuga nos destroços da TCRI, encontram Baxter Stockman de posse da única remanescente - e para piorar, Dogpound e Fishface sequestram o cientista.                                                                                      |       |                                                                                   |                          |                                 |                         |                    |                        |
| 32 | 6     | "Alvo: April O'Neil / Target: April O'Neil"                                       | Michael Chang            | Nicole Dubuc                    | 23 de novembro de 2013  | 206                | 2.7                    |
| April tenta retomar sua vida de adolescente normal, mas quando Karai começa a persegui-la de novo, April percebe que pode ter colocado seu novo amigo Casey Jones em perigo também. |       |                                                                                   |                          |                                 |                         |                    |                        |
| 33 | 7     | "Slash Destruindo / Slash and Destroy"                                            | Sebastian Montes         | Gavin Hignight                  | 30 de novembro de 2013  | 207                | 2.5                    |
| A tartaruga de estimação de Rafael, Spike, bebe mutagênico e vira um gigantesco mutante que se renomeia "Slash". Porém enquanto Rafael e Slash tentam encontrar uma garrafa de mutagênico separados do resto das Tartarugas, Rafa acaba descobrindo que seu antigo mascote tem intenções maléficas para seus irmãos.                                                                                             |       |                                                                                   |                          |                                 |                         |                    |                        |
| 34 | 8     | "O Bom, o Mal e Casey Jones / The Good, The Bad and Casey Jones"                  | Michael Chang            | Johnny Hartmann                 | 2 de fevereiro de 2014  | 209                | 2.7                    |
| Depois de encontrar mutantes e ninjas, Casey Jones decide enfrentar o "puro mal" sozinho. Quando ele conhece Raphael, os dois lutadores de cabeça quente devem deixar de lado a antipatia um pelo outro e trabalhar juntos contra um inimigo comum. |       |                                                                                   |                          |                                 |                         |                    |                        |
| 35 | 9     | "A Conspiração Kraang / The Kraang Conspiracy"                                    | Alan Wan                 | Brandon Auman                   | 9 de fevereiro de 2014  | 208                | 2.9                    |
| April decide se juntar às Tartarugas em uma missão na reconstruída TCRI, onde descobre um chocante segredo sobre suas origens. |       |                                                                                   |                          |                                 |                         |                    |                        |
| 36 | 10    | "Fungus Enormus / Fungus Humungous"                                               | Sebastian Montes         | Mark Henry                      | 16 de fevereiro de 2014 | 210                | 2.8                    |
| Um fungo mutante que se espalha pelos esgotos faz as tartarugas e April viverem seus piores pesadelos, enquanto Leonardo enfrenta seu maior medo: perder sua equipe. |       |                                                                                   |                          |                                 |                         |                    |                        |
| 37 | 11    | "Cabeça de Metal Religado / Metalhead Rewired"                                    | Alan Wan                 | Peter Di Cicco                  | 23 de fevereiro de 2014 | 211                | 2.7                    |
| Quando Donatello atualiza a inteligência artificial do Cabeça de Metal, o robô começa a ter um comportamento estranho que faz Donnie questionar em sua confiabilidade. |       |                                                                                   |                          |                                 |                         |                    |                        |
| 38 | 12    | "Sobre Ratos e Homens / Of Rats and Men"                                          | Sebastian Montes         | Todd Garfield                   | 2 de março de 2014      | 212                | 2.7                    |
| Quando o Rato Rei retorna, mestre Splinter deve superar sua culpa e medo que ele controle sua mente para derrotar seu inimigo de uma vez por todas. |       |                                                                                   |                          |                                 |                         |                    |                        |
| 39–40 | 13–14 | "O Projeto Manhattan (Parte 1)/(Parte 2) /The Manhattan Project: Part 1/Part 2"   | Michael Chang & Alan Wan | Brandon Auman & John Shirley    | 14 de março de 2014     | 213-214            | 2.4                    |
| Ao enfrentar o novo assassino do Destruidor, Leo tem que decidir se arrisca a vida de seus irmãos ou pede ajuda ao mestre Splinter. Donnie tem que colocar de lado sua rivalidade com Casey para descobrir a nova trama dos Kraang. |       |                                                                                   |                          |                                 |                         |                    |                        |
| 41 | 15    | "Labirintos e Mutantes / Mazes & Mutants"                                         | Michael Chang            | Eugene Son                      | 27 de abril de 2014     | 215                | 2.7                    |
| Quando as Tartarugas jogam um game RPG de fantasia para desviar a mente das coisas, precisam separar a diferença entre fantasia e realidade. |       |                                                                                   |                          |                                 |                         |                    |                        |
| 42 | 16    | "A Mutação Solitária de Baxter Stockman / The Lonely Mutation of Baxter Stockman" | Sebastian Montes         | Brandon Auman                   | 4 de maio de 2014       | 216                | 2.3                    |
| Baxter Stockman é transformado em uma mosca mutante quando o Destruidor se cansa de seus fracassos. Enquanto isso, as tartarugas finalmente conseguem fazer o retro mutagênico para o pai de April, Stockman descobre e vai atrás. |       |                                                                                   |                          |                                 |                         |                    |                        |
| 43 | 17    | "Neutralizado! / Newtralized!"                                                    | Alan Wan                 | Gavin Hignight                  | 11 de maio de 2014      | 217                | 2.0                    |
| Raphael está preocupado com a capacidade de Casey de lidar com grandes ameaças mutantes; Raphael e Casey cruzam os caminhos de Slash e seu novo parceiro. |       |                                                                                   |                          |                                 |                         |                    |                        |
| 44 | 18    | "Cara de Pizza / Pizza Face"                                                      | Sebastian Montes         | Kevin Burke & Chris "Doc" Wyatt | 18 de maio de 2014      | 219                | 2.3                    |
| Michaelangelo deve lutar contra o Cara de Pizza (uma pizza mutante que se alimenta de humanos e humanóides) para salvar sua família. |       |                                                                                   |                          |                                 |                         |                    |                        |
| 45 | 19    | "A Ira do Garra de Tigre / The Wrath of Tiger Claw"                               | Michael Chang            | Christopher Yost                | 8 de junho de 2014      | 218                | 2.3                    |
| Quando o Garra de Tigre retorna, ele promete caçar e destruir as tartarugas. Enquanto isso, Karai descobre a verdade sobre sua mãe e pai verdadeiro, forçando-a a tomar uma decisão que mudará sua vida. |       |                                                                                   |                          |                                 |                         |                    |                        |
| 46 | 20    | "A Lenda do Kuro Kabuto / The Legend of the Kuro Kabuto"                          | Alan Wan                 | Doug Langdale                   | 15 de junho de 2014     | 220                | 1.9                    |
| Enquanto Leo tenta convencer a equipe a tentar resgatar Karai, Anton Zeck rouba o capacete do Destruidor. |       |                                                                                   |                          |                                 |                         |                    |                        |
| 47 | 21    | "Plano 10 / Plan 10"                                                              | Michael Chang            | Henry Gilroy                    | 22 de junho de 2014     | 221                | 2.1                    |
| Quando Raph acidentalmente danifica uma máquina dos Kraang, ele acaba trocando de corpo com um Kraang. Agora ele deve encontrar uma maneira de convencer seus irmãos e Splinter de que é realmente ele, antes que o Kraang que controla seu corpo destrua seus irmãos ou pior, revele a localização deles para o resto dos Kraang.                                                                               |       |                                                                                   |                          |                                 |                         |                    |                        |
| 48 | 22    | "A Vingança é Minha / Vengeance is Mine"                                          | Sebastian Montes         | Peter Di Cicco                  | 29 de junho de 2014     | 222                | 2.2                    |
| Leo prepara um resgate para Karai contra os desejos de Splinter. |       |                                                                                   |                          |                                 |                         |                    |                        |
| 49 | 23    | "Uma História de Fantasma em Chinatown / A Chinatown Ghost Story"                 | Alan Wan                 | Randolph Heard                  | 12 de setembro de 2014  | 223                | 1.33                   |
| Donnie fica cada vez mais com ciúmes do relacionamento de April e Casey; April é sequestrada por um espírito maligno que pretende drenar seus poderes. |       |                                                                                   |                          |                                 |                         |                    |                        |
| 50 | 24    | "Na Dimensão X! / Into Dimension X!"                                              | Sebastian Montes         | Doug Langdale                   | 19 de setembro de 2014  | 224                | 1.70                   |
| Depois que Mikey fica preso na Dimensão X para tentar salvar Leatherhead, seus irmãos vêm em seu socorro, mas percebem que seu irmãozinho mudou. |       |                                                                                   |                          |                                 |                         |                    |                        |
| 51 | 25    | "A Invasão (Parte 1) / The Invasion: Part 1"                                      | Michael Chang            | Brandon Auman                   | 26 de setembro de 2014  | 225                | 1.63                   |
| Leo e Donnie discordam sobre seu plano de parar a invasão dos Kraang. Quando Leo comete um erro crítico, ele é separado da equipe e Donnie deve se apresentar como líder. |       |                                                                                   |                          |                                 |                         |                    |                        |
| 52 | 26    | "A Invasão (Parte 2) / The Invasion: Part 2"                                      | Alan Wan                 | John Shirley                    | 26 de setembro de 2014  | 226                | 1.63                   |
| Com medo, as tartarugas vêem os Kraang transformarem todas as pessoas em mutantes e pedras de cristal gigantescas, enquanto Leonardo ainda sozinho precisa encarar o exército de ninjas do clã do pé e o próprio Destruidor. |       |                                                                                   |                          |                                 |                         |                    |                        |

### 3ª Temporada (2014–15)
| # | #  | Título                                                          | Dirigido por     | Escrito por                     | Exibição original                             | Codigo de produção | Audiência (em milhões) |
| --- | -- | --------------------------------------------------------------- | ---------------- | ------------------------------- | --------------------------------------------- | ------------------ | ---------------------- |
| 53 | 1  | "Dentro da Floresta / Within the Woods"                         | Sebastian Montes | Brandon Aliman                  | 3 de outubro de 2014 27 de fevereiro de 2015  | 301                | 1.42                   |
| Depois de serem forçados à deixar Nova York após a invasão dos Kraang e a derrota para o Destruidor, as tartarugas, April e Casey arranjam refúgio em uma casa abandonada na floresta longe da cidade.                                                                             |    |                                                                 |                  |                                 |                                               |                    |                        |
| 54 | 2  | "Um Pé Muito Grande/ A Foot Too Big"                            | Michael Chang    | Doug Langdale                   | 10 de outubro de 2014 28 de fevereiro de 2015 | 302                | 1.31                   |
| Quando as Tartarugas descobrem um Pé Grande na floresta, Donnie faz amizade com ele e o ajuda se proteger de um caçador. |    |                                                                 |                  |                                 |                                               |                    |                        |
| 55 | 3  | "Segredos Enterrados / Buried Secrets"                          | Alan Wan         | Mark Henry                      | 17 de outubro de 2014                         | 303                | 1.67                   |
| As tartarugas encontram uma espaçonave Kraang antiga que está conectada ao passado de April. |    |                                                                 |                  |                                 |                                               |                    |                        |
| 56 | 4  | "O Coaxador / The Croaking"                                     | Michael Chang    | Kevin Burke & Chris "Doc" Wyatt | 7 de novembro de 2014                         | 304                | 1.47                   |
| Mikey foge de casa e faz amizade com um sapo mutante mas descobre que o sapo e sua família tem planos nefastos. |    |                                                                 |                  |                                 |                                               |                    |                        |
| 57 | 5  | "Nos Sonhos / In Dreams"                                        | Sebastian Montes | Doug Langdale                   | 14 de novembro de 2014                        | 305                | 1.35                   |
| As tartarugas ficam presas em seus sonhos pelos "Castores dos Sonhos" e não podem sair deles, exceto com a ajuda de um homem. |    |                                                                 |                  |                                 |                                               |                    |                        |
| 58 | 6  | "Corrida Com o Monstro da Estrada / Race With the Demon"        | Alan Wan         | Gavin Hignight                  | 21 de novembro de 2014                        | 306                | 1.74                   |
| Após Casey e Donatello trabalharem juntos para construir um carro, um mutante os desafia para uma corrida. |    |                                                                 |                  |                                 |                                               |                    |                        |
| 59 | 7  | "Olhos de Chimera Eyes of the Chimera"                          | Michael Chang    | Greg Weisman                    | 11 de janeiro de 2015                         | 307                | 1.85                   |
| Quando Casey, Raph, Mikey e Donnie são capturados por um novo mutante, April e Leo precisam superar suas deficiências para salvá-los. |    |                                                                 |                  |                                 |                                               |                    |                        |
| 60 | 8  | "Busca Interior Vision Quest"                                   | Sebastian Montes | Todd Casey                      | 18 de janeiro de 2015                         | 2.31               |                        |
| Leo leva as Tartarugas para treinar na floresta em um ritual ninja avançado; as tartarugas devem superar suas fraquezas e enfrentar seus inimigos para se tornarem verdadeiros ninjas.                                                                                             |    |                                                                 |                  |                                 |                                               |                    |                        |
| 61 | 9  | "Voltando para Nova York Return to New York"                    | Alan Wan         | Brandon Auman                   | 25 de janeiro de 2015                         | 309                | 1.85                   |
| As tartarugas retornam para Nova York, desafiando os Kraang e o Kraang Supremo para uma revanche para ver a quem Nova York realmente pertence. |    |                                                                 |                  |                                 |                                               |                    |                        |
| 62 | 10 | "Caçada à Serpente / Serpent Hunt"                              | Michael Chang    | Randolph Heard                  | 1 de fevereiro de 2015                        | 310                | 1.57                   |
| Enquanto as Tartarugas procuram Karai, elas devem lidar com uma cidade dominada pelos Kraang e o Destruidor. |    |                                                                 |                  |                                 |                                               |                    |                        |
| 63 | 11 | "O Porco e o Rinoceronte / The Pig and the Rhino"               | Alan Wan         | Brandon Auman                   | 8 de março de 2015                            | 311                | 1.81                   |
| Donnie termina um novo lote de Retro-Mutagênico na esperança de salvar Karai; as tartarugas são caçadas pelos novos capangas do Destruidor, os mutantes Bebop e Rocksteady. |    |                                                                 |                  |                                 |                                               |                    |                        |
| 64 | 12 | "Batalha por Nova York (Parte 1) / Battle For New York: Part 1" | Michael Chang    | Brandon Auman                   | 15 de março de 2015                           | 312                | 1.78                   |
| As Tartarugas encontram alguns velhos conhecidos, e juntos tentam ir para o Dimensão X para impedir os Kraang de dispararem um míssil que irá transformar todos na Terra em mutantes. Enquanto April, Casay e o Mestre Splinter ficam para trás e vigiam um de seus velhos amigos. |    |                                                                 |                  |                                 |                                               |                    |                        |
| 65 | 13 | "Batalha por Nova York (Parte 2) Battle For New York: Part 2"   | Sebastian Montes | Mark Henry                      | 15 de março de 2015                           | 313                | 1.78                   |
| Leonardo terá que escolher entre salvar seus irmãos ou o Sensei. |    |                                                                 |                  |                                 |                                               |                    |                        |
| 66 | 14 | "Casey Jones vs. O Submundo / Casey Jones vs. The Underworld"   | Sebastian Montes | Andrew Robinson                 | 22 de março de 2015                           | 314                | 1.85                   |
| Casey Jones acha que pode enfrentar o submundo do crime por conta própria, mas logo descobre que está louco demais. |    |                                                                 |                  |                                 |                                               |                    |                        |
| 67 | 15 | "O Vingador Perigoso / The Noxious Avenger"                     | Alan Wan         | Todd Casey                      | 26 de abril de 2015                           | 315                | 1.74                   |
| Um novo mutante começa a ganhar notoriedade em Nova York como um novo herói. |    |                                                                 |                  |                                 |                                               |                    |                        |
| 68 | 16 | "Confronto dos Mutanimais / Clash of the Mutanimals"            | Michael Chang    | Henry Gilroy                    | 3 de maio de 2015                             | 316                | 1.57                   |
| O Destruidor sequestra e faz experimentos com os Mutanimais. |    |                                                                 |                  |                                 |                                               |                    |                        |
| 69 | 17 | "Conheça o Mondo Gecko / Meet Mondo Gecko"                      | Sebastian Montes | Kevin Burke e Chris "Doc" Wyatt | 10 de maio de 2015                            | 317                | 1.80                   |
| Michelangelo conhece o Mondo Gecko, um mutante skatista, e tenta salvá-lo de ser condenado a uma vida de crime. |    |                                                                 |                  |                                 |                                               |                    |                        |
| 70 | 18 | "O Veneno Mortal / The Deadly Venom"                            | Alan Wan         | Eugene Son                      | 17 de maio de 2015                            | 318                | 1.70                   |
| Quando Karai sofre uma lavagem cerebral, ela começa a caçar as Tartarugas. |    |                                                                 |                  |                                 |                                               |                    |                        |
| 71 | 19 | "Tartarugas no Tempo / Turtles in Time"                         | Michael Chang    | Randolph Heard                  | 2 de agosto de 2015                           | 319                | 1.65                   |
| As Tartarugas viajam no tempo e devem ajudar uma jovem feiticeira a parar um terrível guerreiro. |    |                                                                 |                  |                                 |                                               |                    |                        |
| 72 | 20 | "O Conto de Yokai / Tale of the Yokai"                          | Sebastian Montes | Brandon Auman                   | 9 de agosto de 2015                           | 320                | 1.37                   |
| As Tartarugas acabam no passado do Japão e devem salvar um jovem Hamato Yoshi. |    |                                                                 |                  |                                 |                                               |                    |                        |
| 73 | 21 | "Ataque do Mega Destruidor! / Attack of the Mega Shredder!"     | Alan Wan         | Gavin Hignight                  | 16 de agosto de 2015                          | 321                | 1.78                   |
| Leonardo decide se infiltrar no covil do Destruidor sozinho e acaba enfrentando a maior ameaça mutante de todos os tempos. |    |                                                                 |                  |                                 |                                               |                    |                        |
| 74 | 22 | "O Fim Sombrio / The Creeping Doom"                             | Michael Chang    | Peter Di Cicco                  | 23 de agosto de 2015                          | 322                | 1.77                   |
| Após um acidente, Donnie se encontra lentamente perdendo sua inteligência. |    |                                                                 |                  |                                 |                                               |                    |                        |
| 75 | 23 | "A Armadilha Quadruplicada / The Fourfold Trap"                 | Sebastian Montes | Mark Henry                      | 13 de setembro de 2015                        | 323                | 1.60                   |
| As tartarugas são atraídas por um inimigo desconhecido para uma armadilha mortal. |    |                                                                 |                  |                                 |                                               |                    |                        |
| 76 | 24 | "Dinossauro Visto nos Esgotos / Dinosaur Seen in Sewers"        | Michael Chang    | Todd Casey                      | 20 de setembro de 2015                        | 324                | 1.82                   |
| Raphael faz um novo amigo chamado Zog, um dinossauro alien, mas Zog esconde um segredo sombrio. |    |                                                                 |                  |                                 |                                               |                    |                        |
| 77 | 25 | "Aniquilação: Terra! (Parte 1) / Annihilation: Earth! Part 1"   | Sebastian Montes | Brandon Auman                   | 27 de setembro de 2015                        | 325                | 1,43                   |
| Quando as tartarugas descobrem o retorno dos Kraang elas percebem uma ameaça ainda maior vindo à Terra. |    |                                                                 |                  |                                 |                                               |                    |                        |
| 78 | 26 | "Aniquilação: Terra! (Parte 2) / Annihilation: Earth! Part 2"   | Alan Wan         | Brandon Auman                   | 27 de setembro de 2015                        | 326                | 1,43                   |
| Enquanto as Tartarugas tentam impedir a aniquilação da Terra, Hamato Yoshi e Oroku Saki tem sua última batalha. |    |                                                                 |                  |                                 |                                               |                    |                        |

### 4ª Temporada (2015–16)
| # | #  | Título                                                                        | Dirigido por              | Escrito por                     | Exibição original                          | Codigo de produção | Audiência (em milhões) |
| --- | -- | ----------------------------------------------------------------------------- | ------------------------- | ------------------------------- | ------------------------------------------ | ------------------ | ---------------------- |
| 79 | 1  | "Além do Universo Conhecido / Beyond the Known Universe"                      | Alan Wan                  | Brandon Auman                   | 25 de outubro de 2015 5 de março de 2016   | 401                | 1.62                   |
| As Tartarugas, April e Casey experimentam uma vida de alien no espaço pela primeira vez. |    |                                                                               |                           |                                 |                                            |                    |                        |
| 80 | 2  | "As Luas de Thalos 3 / The Moons of Thalos 3"                                 | Macgregor Middleton       | John Shirley                    | 01 de novembro de 2015 12 de março de 2016 | 402                | 1.66                   |
| Quando a nave do grupo cai em uma Lua congelada com um inimigo, todos devem colocar suas diferenças de lado para sobreviver. |    |                                                                               |                           |                                 |                                            |                    |                        |
| 81 | 3  | "O Mundo Estranho de Wyrm / The Weird World of Wyrm"                          | Sebastian Montes          | Randolph Heard                  | 08 de novembro de 2015 19 de março de 2016 | 403                | 1.60                   |
| Casey Jones acidentalmente desencadeia um ser quadridimensional chamado Wyrm. |    |                                                                               |                           |                                 |                                            |                    |                        |
| 82 | 4  | "O Fora-da-Lei Armaggon / The Outlaw Armaggon"                                | Alan Wan                  | Gavin Hignight                  | 15 de novembro de 2015 26 de março de 2016 | 404                | 1.41                   |
| Lord Dregg coloca um temível caçador de recompensas, o mutante Armaggon, na trilha das Tartarugas. |    |                                                                               |                           |                                 |                                            |                    |                        |
| 83 | 5  | "Enigma de Eras Passadas / Riddle of the Ancient Aeons"                       | Michael Chang             | Brandon Auman                   | 10 de janeiro de 2016 02 de abril de 2016  | 405                | 1.62                   |
| O grupo deve viajar através de um antigo templo alienígena para obter um pedaço do gerador de buraco negro. |    |                                                                               |                           |                                 |                                            |                    |                        |
| 84 | 6  | "Jornada ao Centro da Mente de Mikey / Journey to the Center of Mikey's Mind" | Sebastian Montes          | Todd Casey                      | 17 de janeiro de 2016 09 de abril de 2016  | 406                | 1.58                   |
| Quando aliens microscópicos invadem a mente de Mikey, as tartarugas têm de persegui-los através do estranho mundo de seu subconsciente. |    |                                                                               |                           |                                 |                                            |                    |                        |
| 85 | 7  | "A Arena da Carnificina / The Arena of Carnage"                               | Alan Wan                  | Peter Di Cicco                  | 24 de janeiro de 2016 16 de abril de 2016  | 407                | 1.58                   |
| As Tartarugas são capturadas e jogadas na área de batalha dos Triceratons. |    |                                                                               |                           |                                 |                                            |                    |                        |
| 86 | 8  | "A Guerra pela Dimensão X / The War for Dimension X"                          | Michael Chang             | Kevin Burke & Chris "Doc" Wyatt | 31 de janeiro de 2016 23 de abril de 2016  | 408                | 1.35                   |
| As tartarugas devem ganhar a confiança do Conselho Utrom a fim de encontrar a próxima peça do gerador de buraco negro. |    |                                                                               |                           |                                 |                                            |                    |                        |
| 87 | 9  | "O Oceano Cósmico / The Cosmic Ocean"                                         | Sebastian Montes          | Mark Henry                      | 13 de março de 2016 30 de abril de 2016    | 409                | 1.52                   |
| As Tartarugas viajam pelo oceano cósmico de Varuna, onde devem ser dignas de Hiidalra. Hiidalra é uma rainha alienígena aquática que detém a segunda peça do gerador de buraco negro. |    |                                                                               |                           |                                 |                                            |                    |                        |
| 88 | 10 | "Tartarugas Trans-Dimensionais / Trans-Dimensional Turtles"                   | Alan Wan                  | Brandon Auman                   | 27 de março de 2016 21 de maio de 2016     | 410                | 1.53                   |
| As Tartarugas são transportadas para um universo paralelo, onde conhecem suas contrapartes de 1987 e juntas enfrentam Krang e tentam evitar que eles mexam nas dimensões. Nota: Este episódio teve uma exibição prévia na WonderCon um dia antes de sua data de transmissão, em 26 de março de 2016. |    |                                                                               |                           |                                 |                                            |                    |                        |
| 89 | 11 | "a Vingança dos Triceratons / Revenge of the Triceraton"                      | Michael Chang & Ben Jones | Randolph Heard                  | 03 de abril de 2016                        | 411                | 1.45                   |
| Donatello se sente inferior à Fugitoide, mas seu intelecto é colocado à prova quando os Triceratons atacam. |    |                                                                               |                           |                                 |                                            |                    |                        |
| 90 | 12 | "o Malvado Dregg /"                                                           | Sebastian Montes          | Gavin Hignight                  | 10 de abril de 2016                        | 412                | 1.70                   |
| Quando Raphael perde seu estilo de luta, ele deve superar seus sentimentos para salvar seus irmãos da morte certa. |    |                                                                               |                           |                                 |                                            |                    |                        |
| 91 | 13 | "o Fogo Sempre Ardente / The Ever-Burning Fire"                               | Alan Wan                  | John Shirley                    | 17 de abril de 2016                        | 413                | 1.40                   |
| A equipe deve superar as probabilidades impossíveis, a fim de conseguir a peça final do Gerador de Buracos Negros que está localizado no planeta Magdomar. |    |                                                                               |                           |                                 |                                            |                    |                        |
| 92 | 14 | "O Último Desafio da Terra / Earth's Last Stand"                              | Michael Chang & Ben Jones | Brandon Auman                   | 24 de abril de 2016                        | 414                | 1.64                   |
| Quando a equipe finalmente chega à Terra, Fugitoide revela um segredo terrível sobre o seu passado. |    |                                                                               |                           |                                 |                                            |                    |                        |
| 93 | 15 | "Cidade em Guerra / City at War"                                              | Sebastian Montes          | Brandon Auman                   | 14 de agosto de 2016                       | 415                | 1.51                   |
| April finalmente se torna uma Konoichi e deve enfrentar um novo inimigo mortal; as Tartarugas devem lidar com o retorno de velhos inimigos. |    |                                                                               |                           |                                 |                                            |                    |                        |
| 94 | 16 | "Pé Quebrado / Broken Foot"                                                   | Alan Wan                  | Peter Di Cicco                  | 21 de agosto de 2016                       | 416                | 1.46                   |
| Quando Leonardo secretamente se alia a Karai, ele se coloca em perigo mais do que podia imaginar. |    |                                                                               |                           |                                 |                                            |                    |                        |
| 95 | 17 | "O Trinfecta de Insecta / The Insecta Trifecta"                               | Michael Chang & Ben Jones | Kevin Burke & Chris "Doc" Wyatt | 28 de agosto de 2016                       | 417                | 1.40                   |
| A equipe enfrenta os novos lacaios insetos do Stockman-Fly, e Raph precisa se preparar para superar seu medo de insetos e liderar a equipe. |    |                                                                               |                           |                                 |                                            |                    |                        |
| 96 | 18 | "Mutant Gangland"                                                             | Sebastian Montes          | Todd Casey                      | 04 de setembro de 2016                     | 418                | 1.20                   |
| A gangue de Don Vizioso rastreia as Tartarugas com uma grande quantidade de armas anti-mutantes. |    |                                                                               |                           |                                 |                                            |                    |                        |
| 97 | 19 | "Maluquices / Bat in the Belfry"                                              | Alan Wan                  | Eugene Son                      | 11 de setembro de 2016                     | 419                | 1.47                   |
| Michelangelo faz amizade com alguns super-heróis estranhos chamados Wingnut e Screwloose. |    |                                                                               |                           |                                 |                                            |                    |                        |
| 98 | 20 | "O Super Destruidor / The Super Shredder"                                     | Rie Koga                  | Brandon Auman                   | 06 de novembro de 2016                     | 420                | 1.47                   |
| Pela primeira vez as Tartarugas encontram algo que elas não podem derrotar... O Super Destruidor! |    |                                                                               |                           |                                 |                                            |                    |                        |
| 99 | 21 | "Darkest Plight"                                                              | Sebastian Montes          | Randolph Heard                  | 13 de novembro de 2016                     | 421                | 1.26                   |
| As Tartarugas caçam pelo seu Sensei mas não fazem ideia de que também estão sendo caçadas. |    |                                                                               |                           |                                 |                                            |                    |                        |
| 100 | 22 | "O Poder Dentro Dela / The Power Inside Her"                                  | Alan Wan                  | Peter Di Cicco                  | 20 de novembro de 2016                     | 422                | 1.21                   |
| Donatello fica preocupado com April e decide fazer testes nela, e acaba descobrindo que suas habilidades psíquicas estão crescendo rapidamente. |    |                                                                               |                           |                                 |                                            |                    |                        |
| 101 | 23 | "Tokka vs. O Mundo / Tokka vs. The World"                                     | Rie Koga                  | Gavin Hignight                  | 05 de fevereiro de 2017                    | 423                | 1.23                   |
| Quando Tokka retorna de sua presumível morte, ela descobre que seu bebê foi retirado dela fazendo com que ela inicie uma procura violenta pela sua criança desaparecida. |    |                                                                               |                           |                                 |                                            |                    |                        |
| 102 | 24 | "Contos do Garra de Tigre / The Tale of Tiger Claw"                           | Sebastian Montes          | Mark Henry                      | 12 de fevereiro de 2017                    | 424                | 1.17                   |
| Uma mutante perigosa aparece com uma vingança pessoal contra o Garra de Tigre e as Tartarugas, April e Casey tentam fazer amizade com ela. |    |                                                                               |                           |                                 |                                            |                    |                        |
| 103 | 25 | "Requiem / Requiem"                                                           | Alan Wan                  | Brandon Auman                   | 19 de fevereiro de 2017                    | 425                | 1.01                   |
| As Tartarugas devem unir forças com todos seus aliados para derrotar o antigo inimigo do Mestre Splinter que está maior, melhor e com sede de vingança. |    |                                                                               |                           |                                 |                                            |                    |                        |
| 104 | 26 | "Owari / Owari"                                                               | Rie Koga                  | Brandon Auman                   | 26 de fevereiro de 2017                    | 426                | 1.23                   |
| Com a perda de seu amado pai e Karai incapacitada, as Tartarugas junto com April e Casey devem se infiltrar no covil do Super Destruidor para dar um fim a Oroku Saki de uma vez por todas, não importa o que for preciso.                                                                           |    |                                                                               |                           |                                 |                                            |                    |                        |

### 5ª Temporada (2017)
| # | #  | Título                                                             | Dirigido por     | Escrito por                     | Exibição original                                          | Codigo de produção | Audiência (em milhões) |
| --- | -- | ------------------------------------------------------------------ | ---------------- | ------------------------------- | ---------------------------------------------------------- | ------------------ | ---------------------- |
| 105 | 1  | "Scroll of the Demodragon / Pergaminho do Demodragon"              | Sebastian Montes | Randolph Heard                  | 19 de março de 2017 06 de maio de 2017                     | 501                | 1.01                   |
| O grupo enfrenta um novo inimigo com poderes místicos chamado Kavaxas. |    |                                                                    |                  |                                 |                                                            |                    |                        |
| 106 | 2  | "The Forgotten Swordsman / O Espadachim Oculto"                    | Alan Wan         | Peter Di Cicco                  | 26 de março de 2017 13 de maio de 2017                     | 502                | 0.99                   |
| garra de tigre planeja pegar o capacete do destruidor que a primeira peça para ressuscitá-lo , porém o capacete nas mãos de um antigo ninja chamado : hattori tatsu                                                  |    |                                                                    |                  |                                 |                                                            |                    |                        |
| 107 | 3  | "Heart of Evil / Coração do Mal"                                   | Rie Koga         | Gavin Hignight                  | 02 de abril de 2017 20 de maio de 2017                     | 503                | 1.12                   |
| O rancor de Donnie com Don Vizioso ameaça a mais nova missão das Tartarugas. |    |                                                                    |                  |                                 |                                                            |                    |                        |
| 108 | 4  | "End Times / Fim dos Tempos"                                       | Sebastian Montes | Brandon Auman                   | 09 de abril de 2017 27 de maio de 2017                     | 504                | 1.14                   |
| As Tartarugas devem derrotar o poderoso demodragon Kavaxas para impedi-lo de destruir o mundo. |    |                                                                    |                  |                                 |                                                            |                    |                        |
| 109 | 5  | "When Worlds Collide / Quando Mundos Se Chocam"                    | Sebastian Montes | Todd Casey & Elliott Casey      | 18 de junho de 2017 23 de setembro de 2017                 | 510                | 0.91                   |
| O Neutralizador (Salamandarim) retorna à cidade de Nova York mais poderoso do que nunca e une forças com um aliado perigoso, mas inesperado. Com a ajuda de Mona Lisa, as Tartarugas lutam para defender sua cidade. |    |                                                                    |                  |                                 |                                                            |                    |                        |
| 110 | 6  | "When Worlds Collide - Part 2 / Quando Mundos Se Chocam - Parte 2" | Alan Wan         | Eugene Son                      | 18 de junho de 2017 30 de setembro de 2017                 | 511                | 0.91                   |
| O Neutralizador (Salamandarim) retorna à cidade de Nova York mais poderoso do que nunca e une forças com um aliado perigoso, mas inesperado. Com a ajuda de Mona Lisa, as Tartarugas lutam para defender sua cidade. |    |                                                                    |                  |                                 |                                                            |                    |                        |
| 111 | 7  | "Yojimbo"                                                          | Rie Koga         | Stan Sakai                      | 23 de julho de 2017 22 de outubro de 2017                  | 515                | 0.99                   |
| As Tartarugas são transportadas para uma dimensão alternativa, onde fazem amizade com o coelho samurai e mestre espadachim: Miyamoto Usagi.                                                                          |    |                                                                    |                  |                                 |                                                            |                    |                        |
| 112 | 8  | "Osoroshi no Tabi"                                                 | Sebastian Montes | Brandon Auman                   | 30 de julho de 2017 29 de outubro de 2017                  | 516                | 0.93                   |
| Usagi lidera as Tartarugas através de uma floresta assombrada, onde acabam encontrando espíritos maliciosos e altamente perigosos.                                                                                   |    |                                                                    |                  |                                 |                                                            |                    |                        |
| 113 | 9  | "Kagayake! Kintaro"                                                | Alan Wan         | Henry Gilroy                    | 06 de agosto de 2017 5 de novembro de 2017                 | 517                | 0.97                   |
| Ao chegarem ao seu destino, Usagi e as Tartarugas devem ajudar o jovem Kintaro a cumprir seu destino. |    |                                                                    |                  |                                 |                                                            |                    |                        |
| 114 | 10 | "Lone Rat and Cubs / Rato Solitário e Filhotes"                    | Alan Wan         | Kevin Eastman                   | 13 de agosto de 2017 22 de setembro de 2017                | 505                | 1.06                   |
| As Tartarugas contam a história por trás de sua criação. |    |                                                                    |                  |                                 |                                                            |                    |                        |
| 115 | 11 | "The Wasteland Warrior / O Guerreiro do Deserto"                   | Rie Koga         | Brandon Auman                   | 22 de setembro de 2017 (Nicktoons) 12 de fevereiro de 2018 | 518                | TBD                    |
| Em um futuro alternativo desolado, Raphael e Donatello lutam para sobreviver às garras de forças mutantes malígnas.                                                                                                  |    |                                                                    |                  |                                 |                                                            |                    |                        |
| 116 | 12 | "The Impossible Desert / O Deserto Impossível"                     | Sebastian Montes | Peter Di Cicco                  | 22 de setembro de 2017 (Nicktoons) 12 de fevereiro de 2018 | 519                | TBD                    |
| Raph, Donnie e um novo aliado encontram um velho amigo na batalha do Deserto Impossível. |    |                                                                    |                  |                                 |                                                            |                    |                        |
| 117 | 10 | "Carmageddon! / Carmagedon"                                        | Alan Wan         | Gavin Hignight                  | 22 de setembro de 2017 (Nicktoons) 12 de fevereiro de 2018 | 520                | TBD                    |
| Depois de ganhar a lealdade dos clãs Badger e Scale Tail, Raph, Donbot, Mikey e Kira rumam para o Oasis. Mas, Maximus Kong está no encalço deles, além de guardar um segredo.                                        |    |                                                                    |                  |                                 |                                                            |                    |                        |
| 118 | 11 | "The Curse of Savanti Romero / A Maldição de Savanti Romero"       | Rie Koga         | Peter Di Cicco                  | 27 de setembro de 2017 (Nicktoons) 05 de novembro de 2017  | 506                | TBD                    |
| Renet retorna e pede ajuda às Tartarugas para impedir Savanti Romero de liberar um exército de mortos-vivos na Nova York dos dias modernos.                                                                          |    |                                                                    |                  |                                 |                                                            |                    |                        |
| 119 | 12 | "The Crypt of Dracula / A Cripta do Drácula"                       | Sebastian Montes | John Shirley                    | 27 de setembro de 2017 (Nicktoons) 12 de novembro de 2017  | 507                | TBD                    |
| Conde Drácula está vivo e transforma Raphael em um vampiro. |    |                                                                    |                  |                                 |                                                            |                    |                        |
| 120 | 13 | "The Frankenstein Experiment / O Experimento Frankenstein"         | Alan Wan         | Brandon Auman                   | 04 de outubro de 2017 (Nicktoons) 19 de novembro de 2017   | 508                | TBD                    |
| Savanti recruta o Monstro de Frankenstein e logo libertará suas criaturas no século XXI. |    |                                                                    |                  |                                 |                                                            |                    |                        |
| 121 | 14 | "Monsters Among Us / Monstros Entre Nós"                           | Rie Koga         | Kevin Burke & Chris "Doc" Wyatt | 11 de outubro de 2017 (Nicktoons) 26 de novembro de 2017   | 509                | TBD                    |
| Ao retornar à cidade de Nova York atual, Renet e as Tartarugas descobrem (para seu horror) que a cidade distópica infestada de zumbis é governada por ainda mais monstros, vampiros e zumbis do que antes.           |    |                                                                    |                  |                                 |                                                            |                    |                        |
| 122 | 15 | "Wanted: Bepop and Rocksteady / Procurados: Bepop e Rocksteady"    | Rie Koga         | Peter Di Cicco                  | 12 de novembro de 2017 13 de fevereiro de 2018             | 512                | 0.96                   |
| O Destruidor e o Krang de 1987 recrutam os atuais Bepop e Rocksteady, achando-os melhores do que suas respectivas incompetentes contra-partes.                                                                       |    |                                                                    |                  |                                 |                                                            |                    |                        |
| 123 | 16 | "The Foot Walks Again / O Clã Aparece Novamente"                   | Sebastian Montes | Mark Hnery                      | 12 de novembro de 2017 13 de fevereiro de 2018             | 513                | 0.96                   |
| As Tartarugas devem treinar seus eus dos anos 80 para lutarem contra uma enorme ameaça. O perigo é maior do que qualquer um deles já encontrou antes, então eles devem estar preparados.                             |    |                                                                    |                  |                                 |                                                            |                    |                        |
| 124 | 17 | "The Big Blow Out / A Grande Explosão"                             | Alan Wan         | Jed MacKay                      | 12 de novembro de 2017 13 de fevereiro de 2018             | 514                | 0.96                   |
| O Shredder e o Krang dos anos 80 empregam Bepop e Rocksteady e descobrem que seus planos estão funcionando melhor do que imaginavam quando viajaram pelas dimensões.                                                 |    |                                                                    |                  |                                 |                                                            |                    |                        |

### Especial (2014)
| #                                       | #    | Título                                                          | Dirigido por       | Escrito por                     | Exibição original                                               | Codigo de produção | Audiência (em milhões) |
| --------------------------------------- | ---- | --------------------------------------------------------------- | ------------------ | ------------------------------- | --------------------------------------------------------------- | ------------------ | ---------------------- |
| 88                                      | 2=36 | "Justiça, Verdade e o Quê? (BR) Verdade, Justiça e o Quê? (PT)" | Peter Rida Michail | Michael Jelenic e Aaron Horvath | 26 de março de 2015 31 de agosto de 2015 17 de novembro de 2015 |                    | 1.85                   |
| Os Titãs demonstram seu amor por pizza. |      |                                                                 |                    |                                 |                                                                 |                    |                        |